# Мон-л’Этруа
Мон-л'Этруа́ (фр. Mont-l’Étroit) — коммуна во французском департаменте Мёрт и Мозель региона Лотарингия. Относится к  кантону Коломбе-ле-Бель.	

## География
Мон-л'Этруа расположен в 37 км к юго-западу от Нанси. Соседние коммуны: Соксюр-ле-Ванн на севере, Баризе-о-Плен на северо-востоке, Пюнеро и Отревиль на юго-востоке, Рюпп на юге, Клере-ла-Кот на юго-западе.

## История
- В начале XX века коммуна располагала крупным виноградником, который погиб в результате заболевания в 1907 году.

## Демография
Население коммуны на 2010 год составляло 107 человек.
| 1962 | 1968 | 1975 | 1982 | 1990 | 1999 | 2010 |
| ---- | ---- | ---- | ---- | ---- | ---- | ---- |
| 77   | 78   | 74   | 56   | 57   | 88   | 107  |

## Достопримечательности

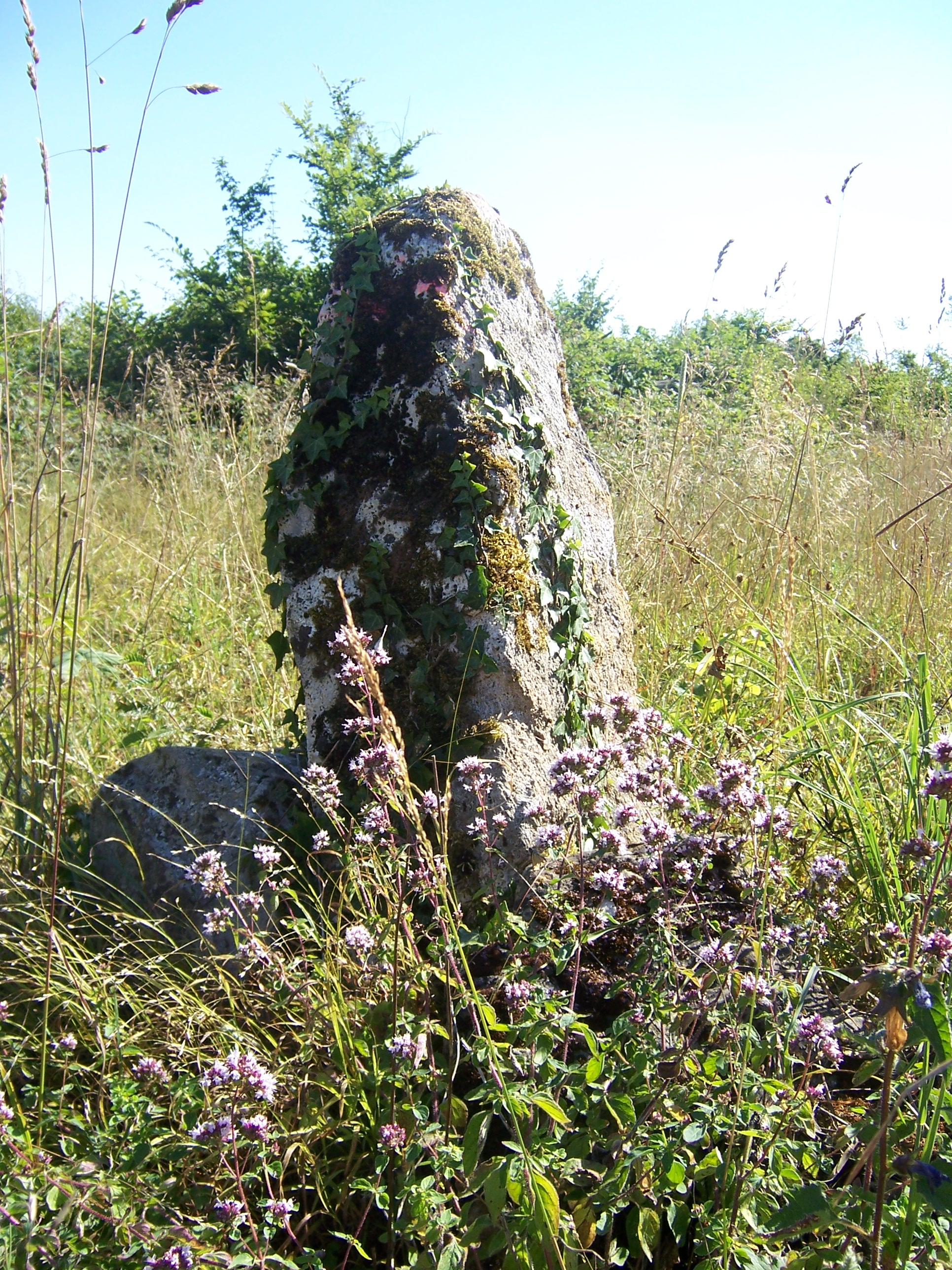
Точка схождения границ трёх департаментов Лотарингии: Мёрт и Мозеля, Мёза и Вогезов в окрестностях Мон-л'Этруа (Site des trois bornes).

- Следы древнеримского тракта Лион—Трир.
- Точка схождения границ трёх департаментов Лотарингии: Мёрт и Мозеля, Мёза и Вогезов, т.н. le site des 3 bornes, расположена в окрестностях Мон-л'Этруа. Другие приграничные коммуны: Клере-ла-Кот (Вогезы) и Совиньи (Мёз).
- Церковь XIV века.